# Andrej Žavbi
Andrej Žavbi, slovenski kolesar, * 25. november 1960.
Žavbi je nekdanji kolesar, ki je tekmoval za ekipo Rog Ljubljana. Osvojil je naslov državnega prvaka na jugoslovanskem državnem prvenstvu v cestni dirki leta 1984, leto pred tem je bil tretji. V letih 1979 in 1983 pa na dirki Po poteh AVNOJ–a, leta 1985 na dirki Jadranska magistrala, leta 1986 pa dirki za VN Krke. 

## Uspehi
1983
Pokal Đurđevca
1. mesto, skupni seštevek
1. mesto, Zagreb–Đurđevac
2. mesto, dirka po Podravini